# 高绍廉
高绍廉（553年—6世纪），北齐文宣皇帝高洋第五子，母亲是弘德夫人颜玉光。
天保四年出生，天保十年閏四月乙巳（559年6月9日），封长乐郡王，同年十二月戊戌（560年1月28日），改封隴西王。
紹廉性格粗暴，曾经尝拔刀追逐兄长高紹義。高紹義逃入厩，闭门阻止高紹廉進入。高紹義为清都尹，未及掌握仕事，高绍廉先往，把囚犯都叫出来，率意释放或者处决。能饮酒，一举数升，最后饮酒过量而死。

## 传記資料
- 《北齐書》第十二卷 文宣四王传
- 《北史》北史卷五十二 列传第四十 齐宗室诸王下

## 延伸阅读
[在维基数据编辑]
 《北史·卷052》，出自李延壽《北史》